# Ventilago maingayi
Ventilago maingayi är en brakvedsväxtart som beskrevs av M. Laws.. Ventilago maingayi ingår i släktet Ventilago och familjen brakvedsväxter. Inga underarter finns listade i Catalogue of Life.